# Мавзолей на Антим I
Мавзолеят на Антим I е гробницата във Видин на Антим I – първия екзарх на самостоятелната Българска екзархия, видински митрополит, председател на Учредителното народно събрание и на Първото велико народно събрание, положил основния камък в изграждането на Шипченския паметник, завещал цялото си състояние за изграждането на катедралния храм „Свети Димитър“.
Намира се в двора на Видинската митрополия в квартал Калето. Обявен е за паметник на културата с ПМС 84 от 31 декември 1975 г.
След смъртта на екзарх Антим I (1888) той е погребан в църквата „Свети Николай“. Видинският митрополит Неофит учредява (1923) фонд за събиране на средства за издигане на мавзолей-паметник над гроба му. Проектиран е от арх. Коста Николов, строителството е завършено на 16 септември 1934 г. Мавзолеят е открит на голям обществено-църковен празник в присъствието на целия Свети синод, на цар Борис III и княз Кирил Преславски.
Сградата е квадратна, каменна, наподобяваща църква. На куполовидния покрив (от бял врачански камък) са изградени прозорци. Над входа е изработен мозаечен портрет на екзарха. Отвътре е изографисан със стенописи. В центъра на помещението е разположена седяща скулптура на Антим I в кресло, с було и енголпие на гърдите, изработена от скулптора Иван Дудулов. В подземието се намира саркофагът с тленните му останки.
Северозападно (отляво на входа) от мавзолея в общия двор се намира църквата „Свети Николай Чудотворец“, северно от него е разположена средновековната църква „Св. Панталеймон“, а източно – сградата на Видинската митрополия. Наблизо са също джамията и библиотеката на Осман Пазвантоглу.